# لودميلا بافيلتشينكو
ليودميلا بافيلتشينكو (12 يوليو 1916 - 10 أكتوبر 1974) قناصة سوفيتية من النساء اللواتي تم تدريبهن على أعمال القنص وبرَعن فيه أثناء الحرب العالمية الثانية، وأبصرت تلك المرأة الحديدية الحياة في يوم 12 يوليو 1916 بمدينة Bila Tserkva بأوكرانيا، وفي سن الــ 14 انتقلت مع عائلتها إلى مدينة كييف الأوكرانية، وانضمت هناك إلى نادي لتعلّم فنون القنص وكان تعمل في مطحنة بمدينة كييف.
حازت على وسام بطل الاتحاد السوفيتي.

## مشاركتها في الحرب العالمية الثانية

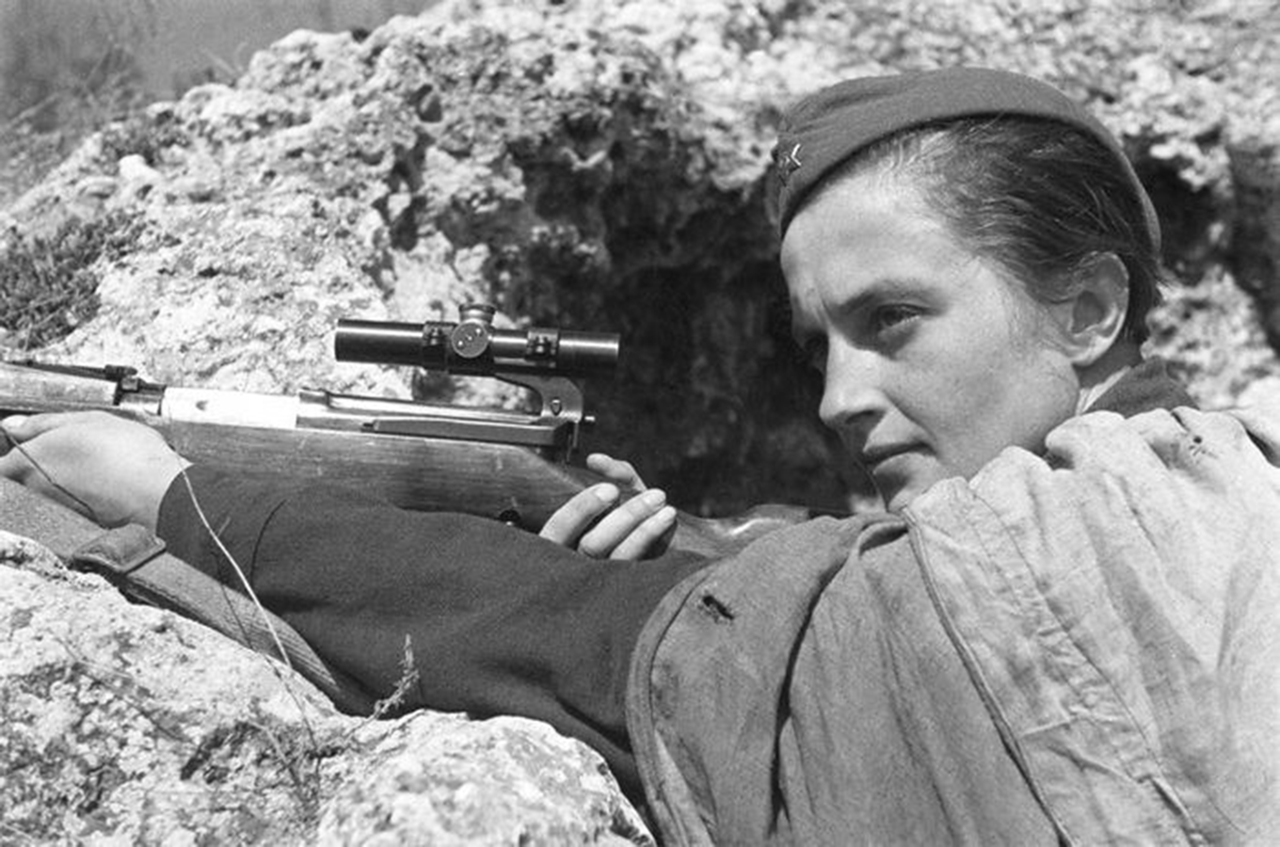
القناصة ليودميلا بافلوشينكو مع بندقيتها في الخندق.

عندما بدأ أدولف هتلر تنفيذ خطة بربروسا في 21 يونيو 1941 لغزو الاتحاد السوفيتي ، كان عمر ليودميلا في ذلك الوقت 24 عاما وكانت تدرس التاريخ بجامعة كييف، فقطعت دراستها وقررت الانضمام إلى صفوف الجيش الأحمر، فدخلت الخدمة بالفرقة 25 مشاة.
وأصبحت فرداً من مجموعة يقدر عددها بـ 2000 قناص من النساء، لم يتبقَّ منها بنهاية الحرب سوى 500، وقامت بقنص أولى فرائسها بالقرب من مدينة بيليايفيكا Belyayevka واستخدمت خلالها البندقية Mosin-Nagant مع منظار نوع P.E. 4-power scope.
وخلال معركة أوديسا بشرق أوكرانيا، كافحت ليودميلا ضد الألمان وسجلت إصابات مؤكدة خلال فترة شهر ونصف ما يقرب من 187 إصابة، ولكن نظراً للهجوم الألماني الكاسح، نجحوا في الاستيلاء على أوديسا، فتم إرسال وحدتها إلى ميناء سيباستبول Sevastopol بشبه جزيرة القرم، وفي مايو 1942 تم تكريمها من قبل الجيش الأحمر الجنوبي لدورها في قنص 267 جندي ألماني، بالإضافة إلی 36 قناص ألماني؛ ونتيجة لذلك، اشتهرت ليودميلا فجنَّ جنون الألمان لذلك، فقرورا قتلها، فقاموا بقصف موقع اختبائها بقذائف الهاون، فجرحت بشدة وتم سحبها من المعركة للتعافي من جرحها.

## بعد الحرب
وبعد انتهاء الحرب، سافرت إلى الولايات المتحدة في زيارة دعائية وأصبحت أولى المواطنين السوفيت الذين يتم استقبالهم من قبل الرئيس الأمريكي فرانكلين روزفيلت( Franklin Roosevelt) بالبيت الأبيض، وقامت السيدة إلينور روزفلت بدعوتها للتجوّل في أمريكا فوافقت وحضرت كثير من المؤتمرات والندوات وألقت عدة خطابات بها، وزارت أيضا كندا بصحبة زميلها في الحرب القناص فلاديمير بيلينتسيف Vladimir Pehelintsev واستُقبلوا استقبال الأبطال في تورنتو، وحصلت ليودميلا على بندقية وينشستر Winchester هدية من كندا.
وبعد حصولها على رتبة الرائد Major، لم تعاود ليودميلا مهنة القنص ثانية، واكتفت بتدريب القناصين السوفيت حتى نهاية الحرب، في عام 1943 مُنحت وسام النجم الذهبي لبطل الاتحاد السوفيتي، وتم وضع صورتها على إحدی طوابع البريد كنوع من التكريم لها.
وأنهت دراستها في جامعة كييف وعملت بمهنة التاريخ، ومن 1945 إلى 1953 عملت في منصب مساعد القائد ب البحرية الروسية.

## وفاتها
توفيت ليودميلا في 10 أكتوبر 1974 ودفنت في مقبرة نوفوديفتشي في موسكو، وفي عام 1976 صدر طابع بريد آخر لها وأُطلق اسمها على سفينة شحن أوكرانية.